# Magny-Jobert
Magny-Jobert település Franciaországban, Haute-Saône megyében. Lakosainak száma 131 fő (2022. január 1.). Magny-Jobert Clairegoutte, Andornay, Frédéric-Fontaine, Lomont és Lyoffans községekkel határos.

## Népesség
A település népességének változása:
| Lakosok száma | 104  | 107  | 110  | 110  | 117  | 124  | 131  | 131  | 131  |
|               | 2013 | 2015 | 2016 | 2017 | 2018 | 2019 | 2020 | 2021 | 2022 |